# Miguel Roxo de Brito
Pour les articles homonymes, voir Roxo et Brito.
 (novembre 2019).
Si vous disposez d'ouvrages ou d'articles de référence ou si vous connaissez des sites web de qualité traitant du thème abordé ici, merci de compléter l'article en donnant les références utiles à sa vérifiabilité et en les liant à la section « Notes et références ».
Miguel Roxo de Brito est un navigateur et aventurier portugais qui débarque en Nouvelle-Guinée en 1582 après avoir exploré les îles Moluques, les îles aux Papous, l'archipel des Raja Ampat, les îles de la mer de Seram, les côtes de la Nouvelle-Guinée occidentale et le pourtour du golfe de MacCluer[Quoi ?].

## Biographie
Beaucoup de zones d'ombre subsistent à son sujet, à commencer par les circonstances de sa venue aux Indes. Sa Relaciòn que Miguel Roxo de Brito da de la Nueva Guinea, découverte dans un codex espagnol compilé à Manille en 1590, est la plus ancienne description détaillée des sociétés aborigènes papoues des îles situées à l'est des Moluques, dans le golfe de MacCluer[Quoi ?] et sur la côte occidentale de la Nouvelle-Guinée. Dans son récit, il dit qu'il est portugais et qu'il est accompagné par un autre portugais dont il ne cite pas le nom. Tous les autres participants sont des indonésiens et n'interférera avec aucune autre navigation. Il entreprend ce voyage d'exploration sans mandat officiel de la Couronne portugaise, assumant sur ses propres deniers le financement de son expédition. C'est au roi Philippe II d'Espagne qu'il adresse le récit de ses pérégrinations dans l'espoir d'obtenir des faveurs ou privilèges en faisant miroiter les richesses qu'il a entrevues mais la Couronne d'Espagne juge la route commerciale trop éloignée, peuplée d'indigènes belliqueux et d'un accès trop difficile pour les vaisseaux de haut bord.
Contrairement à sa vie, sa mort est documentée dans le récit de jésuites de Madrid en 1599 intitulé Dos informaciones hechas en Iapon. Il quitte le port de Manille en direction de Nagasaki en juin 1596 sur le bateau d'un dénommé Vasco Dias avec deux frères missionnaires franciscains, Martin de la Ascensiõn et Francisco Blanco. Ces deux frères sont crucifiés lors du martyre ordonné par le shogun contre les chrétiens le 5 février 1597. Même si le nom de Brito n'est pas mentionné, il ne fait pas de doute qu'il décéda cette même année.

## Relation de son voyage
Le 17 mai 1581, la flotte dont Brito assure le commandement quitte la baie de l'île de Bacan, la plus australe et la plus vaste des îles des Moluques. Brito a sous ses ordres 150 hommes originaires de ces mêmes îles, répartis sur deux grandes kora-kora, des pirogues à fond plat équipées de balanciers et d'une plateforme centrale, que manœuvrent jusqu'à 70 pagayeurs. La kora-kora est idéale pour naviguer de lagon en lagon, dans des eaux peu profondes, émaillées de récifs coralliens.
D'île en île, Brito noue des alliances avec les souverains locaux qui lui permettent d'atteindre les confins des mers connues. Brito cherche à connecter le négoce régional à celui de la grande route asiatique du commerce des épices, qui court de Manille à Lisbonne en passant par Macao, les Moluques, Malacca et Goa. Les habitants de Seram Laut lui font miroiter le commerce qu'ils font avec les îles de la Sonde (Timor, Sumbawa). Ils s'aventurent même jusqu'à Bali et Java.
De Brito fait un inventaire méthodique des îles explorées: les Moluques, les îles aux Papous, l'archipel des Raja Ampat, les îles de la mer de Seram, les côtes de la Nouvelle-Guinée occidentale, le pourtour du golfe de MacCluer[Quoi ?]. Il entrevoit l'existence d'une terre ferme encore inconnue : la grande île de Nouvelle-Guinée, qu'il espère être un eldorado prometteur en or et en esclaves.